# Mimoso de Goiás
Mimoso de Goiás es un municipio brasileño del estado de Goiás. Su población estimada en 2018 es de 2 612 habitantes, según el Instituto Brasileño de Geografía y Estadística (IBGE).

## Historia
Mimoso de Goiás nació en el siglo XX con la construcción de una capilla por la familia de Quirino Rodrigues Pereira, propietario de la hacienda Retiro do Mimoso. Con el asentamiento de varias familias en el lugar, se originó el poblado. La expansión del núcleo urbano ocurrió después de 1955, con la construcción de un campo de fútbol, cerca de la iglesia. El pueblo fue elevado a condición de distrito, perteneciente al municipio de Niquelândia. En marzo de 1980, fue definida, por medio de plebiscito, su anexión al municipio de Padre Bernardo. El 30 de diciembre de 1987 el pueblo adquiere la categoría de municipio con el nombre de Mimoso de Goiás.

## Clima
Según la clasificación climática de Köppen, el municipio se encuentra en el clima tropical seco Aw.